# بيروكسيد الكلور
بيروكسيد الكلور هو مركب كيميائي من أكاسيد الكلور صيغته Cl2O2، والتي يمكن كتابتها على الشكل ClOOCl. يعد هذا المركب كيميائياً ثنائي وحدات من الجذر الكيميائي أحادي أكسيد الكلور.

## التشكل
يتشكل هذا المركب ضمن نواتج عملية تفاعل جذر الكلور الكيميائي الحر مع الأوزون في طبقات الجو العليا، مما يساهم في نضوب طبقة الأوزون (نشوء ما يعرف باسم ثقب الأوزون).
تبدأ التفاعلات من وجود جذر الكلور الحر في طبقات الجو العليا، والتي تتسبب مركبات الكلوروفلوروكربون (CFCs) بذلك نتيجة تفككها في طبقات الجو العليا بأثر من الأشعة فوق البنفسجية، مثلما هو الحال في مركب ثنائي كلورو ثنائي فلورو الميثان على سبيل المثال.
تتفاعل جذور الكلور الحرة مع الأوزون لتشكل جذور أحادي أكسيد الكلور، والتي يمكن أن تتحد مع بعضها لتشكل بيروكسيد الكلور:
{\displaystyle {\ce {2 ClO {·}-> Cl2O2}}}
لكن هذا المركب يتفكك بسرعة من أثر الأشعة فوق البنفسجية ليعطي الجذور الحرة مرة أخرى.

## الخواص
يبلغ طول الرابطة Cl−O في المركب مقدار 1.704 Å، والرابطة O−O مقدار 1.426 Å؛ في حين أن زاوية الرابطة ClOO تبلغ 110.1°؛ أما الزاوية ثنائية السطح بين مستويي Cl−O−O فهي 81°.